# Aldo Donati
Aldo Donati (29. september 1910 - 3. november 1984) var en italiensk fodboldspiller (midtbane).
Donati blev verdensmester med Italiens landshold ved EM 1938 i Frankrig, omend han ikke var på banen i nogen af italienernes fire kamp i turneringen. Han nåede aldrig at spille en landskamp. På klubplan tilbragte han hele karrieren i hjemlandet, hvor han repræsenterede henholdsvis, Bologna, Roma og Inter.